# 钱江晚报
《钱江晚报》是中华人民共和国的一份晚报，也是浙江省创办的第一家晚报以及浙江省唯一的省级晚报，于1987年元旦在杭州创刊。现由浙江日报报业集团主办，总部在杭州市体育场路浙江日报大楼。报头与母报《浙江日报》一样，使用鲁迅的集字墨迹。
《钱江晚报》以“心向读者，情系万家”为办报宗旨，以创办“21世纪城市主流报纸”为目标，面向城镇家庭读者。该报是浙江省发行量最大、广告收入最多、影响力最大的都市类报纸，也是中国发行量较大的晚报之一、世界百大报纸之一，日均发行量达95万份。该报还同时入选世界品牌实验室认定的中国品牌百强及亚洲品牌500强。目前《钱江晚报》在杭州地区的影响力已被竞争对手《都市快报》赶上。在2006年全国晚报都市类报纸竞争力排名中，《钱江晚报》位居第二。

## 历史与概况
《钱江晚报》于1987年元旦创刊，初创时4开4版。该报创刊后，先后刊发一大批有影响的报道，在读者中产生广泛影响。该报还办有不少较知名的专版和专栏，如《昨夜今晨》、《民情日记》、《今日视点》、《财富榜样》等，受到了社会的好评。1993年11月，《钱江晚报》与工商部门、知名企业一起，推出“联手打假”专题报道，同时推动建立全国第一个跨地区的打假协作网。
该报此后又有了较大发展。2009年1月21日，《钱江晚报》与《今日早报》和《新民生·城市假日》一起，组建“钱江报系”，为中国大陆规模较大、实力和竞争力较强的都市报方阵。

## 版面与内容
《钱江晚报》创刊时版面为4开4版，在1993年、1997年先后扩为8版、16版，1999年再次扩为24版，2000年又扩至32版，实施一体化彩印。此后在2003年、2009年分别改、扩版两次。在2003年扩版时，该报日常版面扩至64版左右，在浙江位居领先地位。目前《钱江晚报》为配合新媒体发展及降低因新闻纸涨价而带来的高额印刷成本已全面减版，一般情况下该报周二至周五出24版，周末及周一出16版，节假日视情况出8版或16版。
该报创刊时，版面主要由时政类、都市生活类、科教类、经济类、文娱类和体育类6大板块构成，并针对特定人士开辟专版（通常为每周发行）。在后来的改版中还开辟了地方版，供当地读者阅读（如《杭州新闻》、《宁波城事》等，现时仍在出版的地方版有《今日下沙》（每周一至五出版）、《浙中生活》、《余杭生活》、《嘉兴生活》、《淳安生活》、《建德生活》（每周五出版））。
目前《钱江晚报》的日常主要版面架构如下：特别报道（非每日出）、杭州新闻、浙江新闻（非每日出）、财经新闻、体育新闻、教育新闻、人文新闻、时评及专版等。

## 发行
《钱江晚报》日均发行量最初为6万份，1993年扩版后增至30万份，1999年平均每期发行达60多万份，2000年日均发行量最高时逾70万份。目前《钱江晚报》日均发行量已突破95万份。
《钱江晚报》拥有浙江省最多的印点，已开辟杭州（2个）、宁波、温州、金华、台州、嘉兴、衢州、绍兴共9个印刷基地，确保以上主要城镇当日投递、当日阅读。
该报创刊初期为每天下午出版。由于杭州日报报业集团主办的《都市快报》发展势头强劲，不仅同集团的《今日早报》难以抵挡，还威胁到《钱江晚报》，于是在2003年10月，《钱江晚报》转为早出，以正面回击《都市快报》。在该报改为早出同时，《钱江晚报》还在杭州市区同时附送《新民生报》，主打杭州新闻及国际、体育新闻，并滚动推出五大周刊，目前已停刊。

## 新媒体
《钱江晚报》拥有官方网站（即“钱报网”）。此后报纸大力发展新媒体，拥有微博、微信公众号、客户端等新媒体矩阵，且拥有较大的用户量。根据2016年年初新榜发布的“2015年中国微信500强”榜单中，《钱江晚报》微信公众号于2015年共推送5321篇文章，高于《人民日报》的4872篇。目前该报通常会将新播发的内容优先发布于新媒体平台，部分内容更是在新媒体平台独家发布。此外，《钱江晚报》还拥有40余个子账号，由各采编、经营等部门自行运作，该报还是当时全国最早打造矩阵的新媒体媒体之一，快速庞大的矩阵一度被称为“钱江晚报现象”。不仅如此，钱江晚报记者原创的微信稿件，除了日常稿费，如一条稿件阅读量达到十万以上，还会有现金奖励。
2017年8月23日，《钱江晚报》在北京中国人民大学举办“智新时代——新媒体产品北京发布会”，在此次发布会上同时发布了浙江24小时客户端、钱报178理财客户端、钱报拍房宝服务平台和全国首个媒体电商交互服务平台“鲸盟”。其中，浙江24小时客户端引入了人工智能技术。早在2016年12月2日，微软小冰以特约记者的身份入职钱江晚报，在其客户端“浙江24小时”运营“小冰机器人”栏目，撰写了大量新闻。